# Flughafen Rourkela

i8
i11
i13
Der ca. 201 m hoch gelegene Flugplatz Rourkela (IATA-Code: RRK, ICAO-Code: VEBK) ist ein Flughafen ca. 5 km (Fahrtstrecke) südwestlich der Industriestadt Rourkela im nordostindischen Bundesstaat Odisha. Der Flugplatz diente jahrelang ausschließlich als firmeneigener Flugplatz für den Stahlkonzern SAIL (Steel Authority of India Ltd).

## Geschichte
Der Flughafen Rourkela wurde bereits in den 1950er Jahren von der Tata Iron and Steel Company gebaut. Im Jahr 1961 übernahm die Airports Authority of India (AAI) das Gelände, doch schon bald endete die zivile Nutzung. Danach übernahm die SAIL-Gruppe den Flugplatz. Eine Wiederinbetriebnahme als Zivilflughafen mit Liniendienst ist für das Jahr 2021/22 vorgesehen.